# 2854 Rawson
2854 Rawson è un asteroide della fascia principale. Scoperto nel 1964, presenta un'orbita caratterizzata da un semiasse maggiore pari a 2,2053737 UA e da un'eccentricità di 0,1222947, inclinata di 5,76361° rispetto all'eclittica.
L'asteroide è dedicato al medico argentino Guillermo Colesbery Rawson.